# أندرو يونغ (متزحلق)
أندرو يونغ (بالإنجليزية: Andrew Young)‏ هو متزحلق بريطاني، ولد في 12 فبراير 1992 في Huntly ‏ في المملكة المتحدة.

## وصلات خارجية
- أندرو يونغ على موقع الاتحاد الدولي للتزلج (التزلج الريفي) (الإنجليزية)
- أندرو يونغ على موقع اللجنة الأولمبية الدولية (الإنجليزية)
- أندرو يونغ على موقع أوليمبيديا (الإنجليزية)
- أندرو يونغ على موقع اللجنة الأولمبية البريطانية (الإنجليزية)